# Weissia controversa
Weissia controversa, auch Grünliches Perlmoos, Gewöhnliches Perlmoos oder Zartgrünes Perlmoos genannt, ist eine Laubmoosart aus der Familie Pottiaceae.

## Merkmale
Die niederwüchsige Art bildet gelblichgrüne oder grüne, lockere bis dichte Rasen. Die Pflanzen sind bis etwa 1 Zentimeter groß und einfach oder verzweigt. Die Blätter sind lanzettlich bis linear-lanzettlich, kurz oder länger zugespitzt, feucht aufrecht abstehend, trocken gekräuselt. An der Stämmchenspitze sind sie gehäuft und größer als im unteren Teil des Stämmchens. Die Blattränder sind nach oben zu stark eingerollt. Die kräftige Blattrippe tritt oben als kurze Stachelspitze aus. Im oberen Blattteil ist die Rippe ventral mit kurzen, grünen Zellen bedeckt. Die Blattzellen sind im oberen Blattteil rundlich-quadratisch, dicht papillös und 6 bis 10 Mikrometer groß, an der Blattbasis sind sie rechteckig, glatt und hyalin.
Die Geschlechterverteilung ist autözisch. Sporenkapseln sind fast stets reichlich vorhanden. Die Seta ist gelblich, bis 6 Millimeter lang, die Kapsel eiförmig bis ellipsoidisch und über die Blätter emporgehoben. Der Kapseldeckel ist kegelförmig und geschnäbelt. Die Kapselöffnung ist weitmündig. Ein Peristom ist ausgebildet, die Zähne sind bis 120 Mikrometer lang. Sporen sind papillös und 14 bis 21 Mikrometer groß.

## Varietäten
Weissia controversa ist eine sehr variable Art. In der hier vorliegenden Beschreibung ist Weissia fallax Sehlm. (auch Weissia crispata (Nees & Hornsch.) Müll.Hal. oder Weissia controversa var. crispata (Nees & Hornsch.) Nyholm) mit einbezogen und folgt damit der 2020 veröffentlichten "An annotated checklist of bryophytes of Europe, Macaronesia and Cyprus". Weissia fallax hat kürzere, rudimentäre, 30 bis 40 Mikrometer lange Peristomzähne und die Blattrippe ist am Blattgrund breiter mit 70 bis 100 Mikrometer.

## Standortansprüche
Das Moos besiedelt lichtreiche bis halbschattige, trockene bis frische, selten feuchte, offenerdige Stellen in Wiesen, Weiden, Trockenrasen, unter Gebüschen und Hecken, in Waldlichtungen, Hochstaudenfluren und an Waldrändern, an Waldwegsböschungen und auf Fußpfaden, auch in Sanddünen und an Abbrüchen von Gewässerufern. Das Substrat ist basen- und kalkreiche oder neutrale bis schwach saure, lehmige, sandige, tonige, mergelige oder humose Erde.

## Verbreitung
Die Art ist nahezu weltweit verbreitet, ausgenommen ist nur die Antarktis. In Europa liegt der Verbreitungsschwerpunkt in der temperaten Zone, reicht im Norden bis Island, Mittelnorwegen, Mittelschweden und Mittelfinnland, im Süden bis zum Mittelmeergebiet, hier ist sie allerdings seltener. In Mitteleuropa ist sie besonders in Kalkgebieten verbreitet und oft häufig. In den Alpen steigt sie bis in die alpine Höhenstufe.